# Steven Kerckhoff
Steven Paul Kerckhoff (Madison, Wisconsin, 1952) é um matemático estadunidense, qua trabalha com espaço de Teichmüller.
Kerckhoff obteve um doutorado em 1978 na Universidade de Princeton, orientado por William Thurston, com a tese The asymptotic geometry of Teichmüller space. Em 1978/79 esteve no Instituto de Estudos Avançados de Princeton e depois na Universidade da Califórnia em Berkeley. É professor da Universidade Stanford.
Foi palestrante convidado do Congresso Internacional de Matemáticos em Varsóvia (1983).
Dentre seus doutorandos consta Michael Wolf.

## Publicações
- The geometry of Teichmüller space. Proceedings of the International Congress of Mathematicians, Vol. 1, 2 (Warsaw, 1983), 665–678, PWN, Warsaw, 1984.
- com Daryl Cooper, Craig D. Hodgson Three-dimensional orbifolds and cone-manifolds (mit Nachwort von Sadayoshi Kojima), Mathematical Society of Japan Memoirs 5. Mathematical Society of Japan, Tokyo, 2000
- The Nielsen realization problem. Bull. Amer. Math. Soc. (N.S.) 2 (1980), no. 3, 452–454.
- The Nielsen realization problem. Ann. of Math. (2) 117 (1983), no. 2, 235–265.
- com Howard Masur, John Smillie Ergodicity of billiard flows and quadratic differentials, Ann. of Math. (2) 124 (1986), 293–311.
- com Thurston Noncontinuity of the action of the modular group at Bers' boundary of Teichmüller space, Invent. Math. 100 (1990), 25–47
- com Hodgson Rigidity of hyperbolic cone-manifolds and hyperbolic Dehn surgery, J. Differential Geom. 48 (1998), 1–59.
- com Hodgson: Universal bounds for hyperbolic Dehn surgery. Ann. of Math. (2) 162 (2005), no. 1, 367–421.